# Trnjana
Trnjana (cyr. Трњана) – wieś w Serbii, w okręgu pirockim, w mieście Pirot. W 2011 roku liczyła 142 mieszkańców.